# Плавання на відкритій воді на Чемпіонаті Європи з водних видів спорту 2022 — 5 км (чоловіки)
Змагання з плавання на відкритій воді на 5 км серед чоловіків на Чемпіонаті Європи з водних видів спорту 2022 відбулись 20 серпня.

## Результати
| Місце | Плавець                  | Країна          | Час     |
| ----- | ------------------------ | --------------- | ------- |
| 1     | Грегоріо Пальтріньєрі    | Італія          | 52:13.5 |
| 2     | Доменіко Ачеренца        | Італія          | 52:14.2 |
| 3     | Марк-Антуан Олів'є       | Франція         | 52:20.8 |
| 4     | Логан Фонтен             | Франція         | 52:21.3 |
| 5     | Олівер Клемет            | Німеччина       | 52:33.7 |
| 6     | Кріштоф Рашовскі         | Угорщина        | 52:34.0 |
| 7     | Давід Бетлехем           | Угорщина        | 52:34.6 |
| 8     | Марселло Ґуіді           | Італія          | 52:44.0 |
| 9     | Карлос Гарач             | Іспанія         | 53:34.8 |
| 10    | Тамаш Фаркаш             | Сербія          | 53:37.1 |
| 11    | Лінус Шведлер            | Німеччина       | 54:17.2 |
| 12    | Діого Кардосо            | Португалія      | 54:38.2 |
| 13    | Гуіллем Пуйоль Бельмонте | Іспанія         | 55:07.7 |
| 14    | Онджей Зач               | Чехія           | 55:08.8 |
| 15    | омаш Печяр               | Словаччина      | 56:33.0 |
| 16    | Зів Кохен                | Ізраїль         | 56:35.1 |
| 17    | Йонатан Ахдут            | Ізраїль         | 56:37.1 |
| 18    | Томаш Хохолатий          | Чехія           | 56:37.9 |
| 19    | Жозеф Дейган             | Велика Британія | 56:40.9 |
| 20    | Константінос Захаріадіс  | Греція          | 56:44.1 |
| 21    | Тео Друенне              | Монако          | 56:44.2 |
| 22    | Грго Муджан              | Хорватія        | DNS     |